# Butheolus hallani
Espèce
Synonymes
- Butheolus pallidus Lourenço & Duhem, 2012 nec Pocock, 1897

Butheolus hallani est une espèce de scorpions de la famille des Buthidae.

## Distribution
Cette espèce se rencontre aux Émirats arabes unis et en Oman dans le Khatan Al'Atash.

## Étymologie
Cette espèce est nommée en l'honneur de Joel Hallan.

## Publications originales
- Lourenço & Rossi, 2017 : « A new substitute name for Butheolus pallidus Lourenço et Duhem, 2012 (Scorpiones, Buthidae), species described from United Arab Emirates/Oman. » Arachnida - Rivista Aracnologica Italiana, vol. 3, no 13, p. 42-44.
- Lourenco & Duhem, 2012 : « Two new species of scorpions from the Arabian Peninsula belonging to the genera Butheolus Simon and Compsobuthus Vachon. » Zoology in the Middle East, vol. 55, no 1, p. 121-126.